# Communauté de communes du val Saint-Vitois
La communauté de communes du val Saint-Vitois est une ancienne communauté de communes française située dans le département du Doubs et la région Bourgogne-Franche-Comté.

## Historique
La communauté regroupait initialement les 16 communes ci-après situées au sud de Besançon.
En 2016, Lantenne-Vertière  a été transférée  à la communauté du val marnaysien.
Le 1er janvier 2017 :
- Villers-Buzon, Corcondray, Corcelles-Ferrières, Étrabonne, Mercey-le-Grand, Berthelange et Ferrières- les-Bois  ont également été transférés à cette même communauté de communes.
- 6 autres ont été transférées à Grand Besançon Métropole ; il s'agit de : Saint-Vit, Pouilley-Français, Velesmes-Essarts, Roset-Fluans, Byans-sur-Doubs et Villars-Saint-Georges.
- Les 2 dernières, Abbans-Dessus et Abbans-Dessous ont rejoint la nouvelle communauté de communes Loue-Lison.
| Nom                   | Code Insee | Gentilé           | Superficie (km2) | Population (dernière pop. légale) | Densité (hab./km2) |
| --------------------- | ---------- | ----------------- | ---------------- | --------------------------------- | ------------------ |
| Saint-Vit (siège)     | 25527      | Saint-Vitois      | 16,44            | 4 833 (2015)                      | 294                |
| Abbans-Dessous        | 25001      | Abbanais          | 3,20             | 253 (2014)                        | 79                 |
| Abbans-Dessus         | 25002      | Abbanais          | 4,43             | 302 (2014)                        | 68                 |
| Berthelange           | 25055      | Berthelangeais    | 4,07             | 309 (2014)                        | 76                 |
| Byans-sur-Doubs       | 25105      | Byannais          | 9,91             | 529 (2014)                        | 53                 |
| Corcelles-Ferrières   | 25162      |                   | 2,25             | 195 (2014)                        | 87                 |
| Corcondray            | 25164      |                   | 5,38             | 144 (2014)                        | 27                 |
| Étrabonne             | 25225      | Étrabonnais       | 5,52             | 192 (2014)                        | 35                 |
| Ferrières-les-Bois    | 25235      | Ferrièrois        | 4,17             | 318 (2014)                        | 76                 |
| Lantenne-Vertière     | 25326      | Lantennois        | 9,88             | 538 (2014)                        | 54                 |
| Mercey-le-Grand       | 25374      | Grandmerçois      | 6,56             | 531 (2014)                        | 81                 |
| Pouilley-Français     | 25466      | Francs-Pouillais  | 6,08             | 824 (2014)                        | 136                |
| Roset-Fluans          | 25502      | Roselois          | 8,28             | 487 (2014)                        | 59                 |
| Velesmes-Essarts      | 25594      | Velesmois         | 2,92             | 333 (2014)                        | 114                |
| Villars-Saint-Georges | 25616      |                   | 5,15             | 260 (2014)                        | 50                 |
| Villers-Buzon         | 25622      | Villers-Buzonnais | 3,19             | 246 (2014)                        | 77                 |

## Pour approfondir